# Asketveten
Asketveten is een plaats in de gemeente Bengtsfors in het landschap Dalsland en de provincie Västra Götalands län in Zweden. De plaats heeft 105 inwoners (2005) en een oppervlakte van 24 hectare.